# Jyske mesterskab 1909-10 (fodbold)
Det jyske mesterskab i fodbold 1909-10 var den 12. udgave af turneringen om det jyske mesterskab i fodbold for herrer organiseret af Jysk Boldspils-Union. Turneringen blev vundet af AaB.

## Semifinaler
B 1908 Aarhus - Vejle BK 0 - 4 (0 - 4)
AaB slog Ringkøbing IF.

## Finale
22/5 1910: AaB - Vejle 4 - 1 (4 - 1). Spillet i Aalborg.

## Øvrige kilder
- Alstrup, Aksel (1950-1953). "JBU-mesterskabernes fordeling". Jysk Fodbold i Fortid og Nutid - Bind 1 & 2. Odense: Jydsk Boldspil-Union, Østergaards Forlag. s. 88-92.
- Johannes Gandil (1939): Dansk fodbold, Sportsbladets forlag.